# Hotokenuma

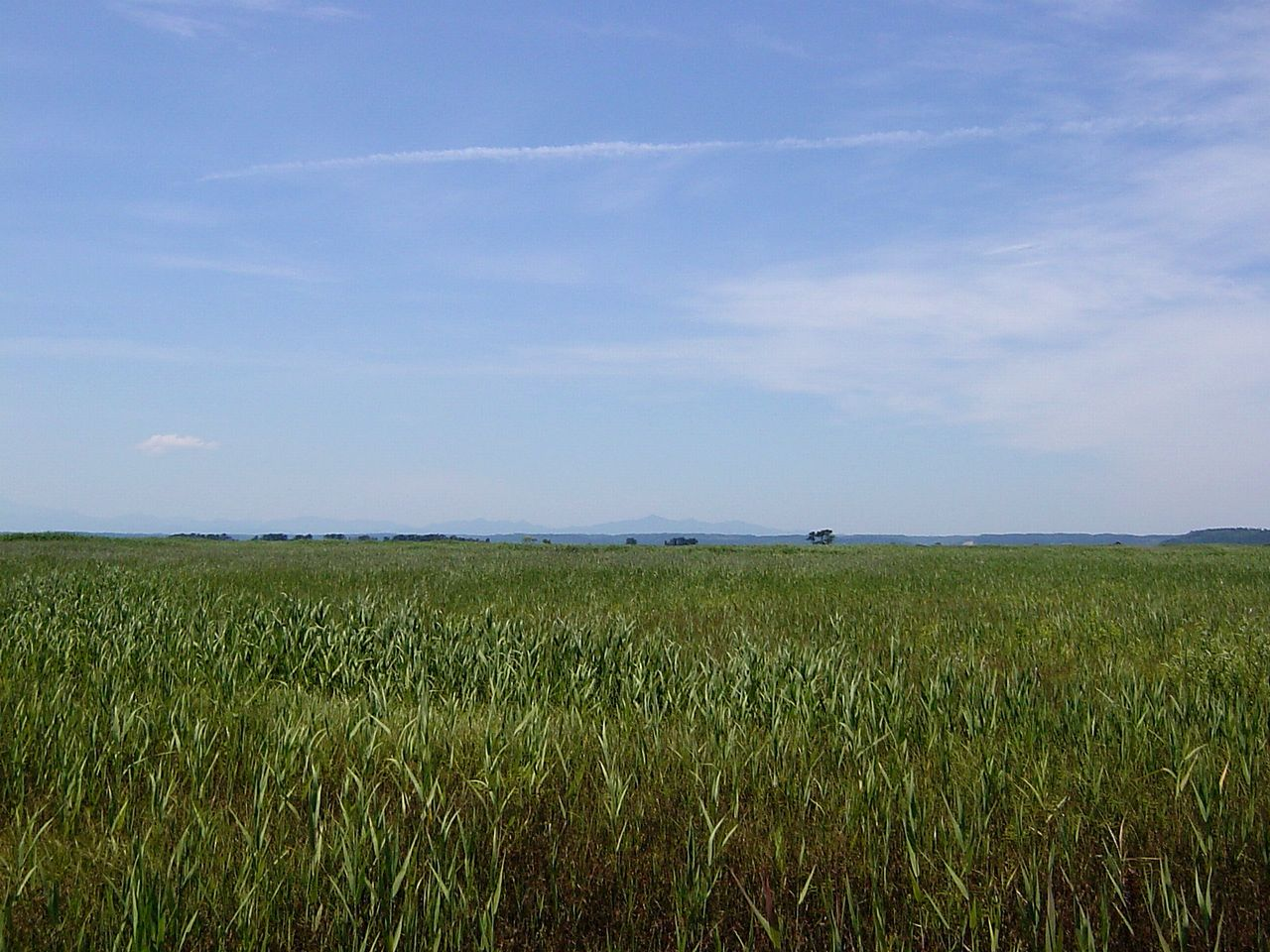
Vue d'Hotokenuma.

Hotokenuma (仏沼) est une zone humide du Japon reliée au lac Ogawara à la base de la péninsule de Shimokita, Misawa, dans la préfecture d'Aomori. Les projets d'intégration urbaine commencés dans les années 1960 pour convertir la zone en rizières ont cessé depuis. 222 ha ont été désignés site Ramsar en 2005,.

## Oiseaux
Hotokenuma héberge la Locustelle du Japon (en) (Locustella pryeri), considérée comme proche de l'extinction sur la liste rouge de l'UICN,.